# Élections générales sud-africaines de 1948
Les élections générales sud-africaines de 1948 ont représenté un tournant politique dans l'histoire de l'Afrique du Sud. 

Elles se sont déroulées le 26 mai 1948, opposant principalement la coalition menée par le parti uni du premier ministre sortant Jan Smuts à celle menée par le parti national réunifié de Daniel François Malan.

## Mode de scrutin
La chambre basse de l'assemblée compte 150 sièges en 1948 (sans compter les trois députés représentant les populations noires). 
En application du South Africa Act de 1910, le suffrage électoral est réservé aux blancs et, dans la province du Cap, sous certaines conditions, aux personnes de couleurs (coloured). 

Les populations noires de cette province élisent sur des listes séparées, et sous certaines conditions, 3 représentants blancs chargés de défendre leurs intérêts au parlement.  
Le mode de scrutin appliqué depuis la formation de l'Union de l'Afrique du Sud en 1910 est celui du scrutin uninominal majoritaire à un tour par circonscriptions. Son avantage est de permettre l'élection d'un candidat qui aura obtenu le plus de voix sur sa circonscription électorale mais son principal défaut est aussi de permettre l'élection d'un candidat qui peut se révéler minoritaire quand il n'a pas obtenu plus de 50 % des voix. 
La délimitation des circonscriptions électorales favorise par ailleurs l'électorat rural. 
| Provinces        | province du Cap | Natal | Etat libre d'Orange | Transvaal | Total |
| ---------------- | --------------- | ----- | ------------------- | --------- | ----- |
| Nombre de sièges | 55              | 16    | 13                  | 66        | 150   |

## Forces politiques en présence
Le Parti uni est au pouvoir depuis sa constitution en 1935 et Jan Smuts dirige le gouvernement depuis 1939. 
Sa principale opposition est le Parti national réunifié (HNP) dirigé par Daniel François Malan, ancien ministre et ancien prédicateur de l'église réformée hollandaise. Il s'est allié au petit parti afrikaner de Nicolaas Havenga, formé à la suite de la dissidence de plusieurs anciens élus du parti uni, hostiles à la participation de l'Afrique du Sud à la Seconde Guerre mondiale.

## Campagne électorale

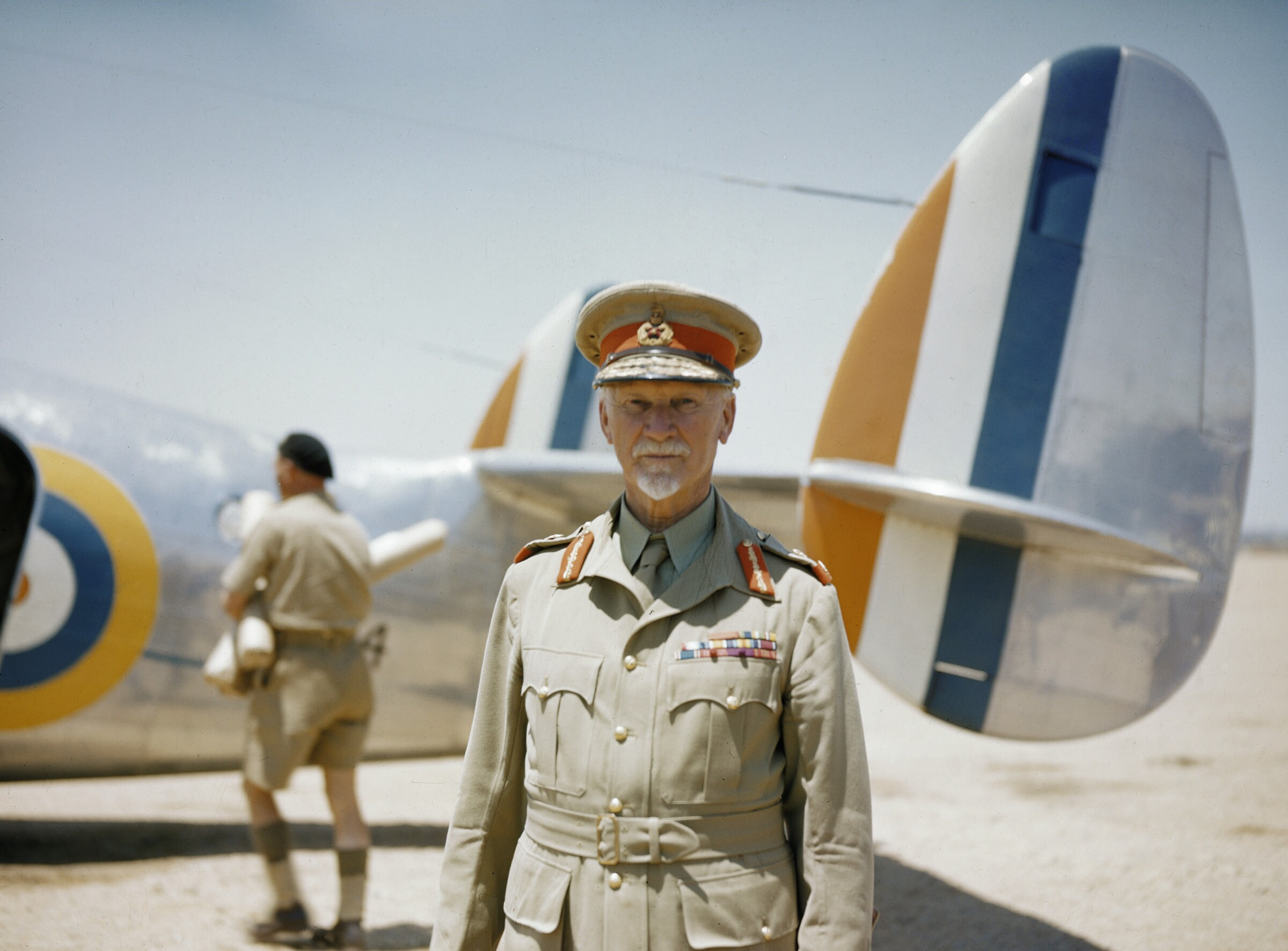
Le Field marshal Jan Smuts

La campagne électorale se focalise sur la politique d'intégration ou de ségrégation des populations de couleurs, la politique d'immigration controversée du gouvernement et le rapport avec le communisme. Le HNP accuse notamment son adversaire de préparer l'avènement d'un gouvernement non dominé par les Blancs en Afrique du Sud (le swart gevaar ou péril noir). C'est la première fois que le thème des relations entre Blancs et Noirs s'impose dans une campagne électorale et fait passer la traditionnelle rivalité entre Afrikaners et anglo-sud-africains au second rang. Ce changement de paradigme résulte de l'inquiétude au sein de la population blanche causée par l’urbanisation croissante de la population noire. Ainsi, à la fin de la seconde guerre mondiale, celle-ci devient pour la première fois majoritaire en zone urbaine. En mars 1948, en réponse à la commission Fagan, mandatée par Smuts, qui préconisait une libéralisation du système racial en commençant par l'abolition des réserves ethniques ainsi que la fin du contrôle rigoureux des travailleurs migrants, la commission de Paul Sauer, mandaté par le parti national, préconise l'apartheid, un terme entré récemment dans la vocabulaire politique sud-africain et qui vise à institutionnaliser irrémédiablement la ségrégation raciale et à pérenniser la domination politique, économique et sociale des Blancs d'Afrique du Sud, sans pour autant présenter un plan d'ensemble prêt à l'emploi. 
Le programme d'immigration en Afrique du Sud est aussi source de polémiques notamment parce qu'ils inciteraient les Britanniques à venir s'installer dans le pays mettant ainsi en péril les emplois et la prépondérance des Afrikaners au sein de la communauté blanche. Quant aux bonnes relations développées entre Smuts et Joseph Staline durant la guerre contre l'Allemagne nazie, elles sont aussi vilipendées par le parti national et ses alliés. 
Une autre grande thématique institutionnelle du parti national passe aussi au second plan à savoir la transformation du dominion en république et la dissolution des liens avec la Grande-Bretagne. Ce thème est l'un des grands sujets de divergences entre le parti uni et le parti national réunifié. La mise en sourdine des revendications républicaines révèle la volonté de Malan d'attirer vers son mouvement le vote modéré des anglo-afrikaners qui ne veulent pas couper les ponts avec l'ancienne puissance coloniale. En concédant que l'Afrique du Sud pouvait encore rester un dominion au sein du Commonwealth, il obtient le ralliement de nombreux partisans traditionnels du parti uni, surtout dans la province du Cap. 
Le gouvernement Smuts est par ailleurs blâmé pour les difficultés économiques survenues après ou à cause de la guerre comme le rationnement de l'essence ou du blé et la priorité donnée aux exportations de nourritures vers la Grande-Bretagne et les Pays-Bas. Le pays connait alors une forte inflation, une pénurie de viandes, de pain et de logements salubres. 

## Résultats

La coalition nationaliste remporte 42% des voix et 79 sièges (dont 70 pour le Parti National réunifié et 9 pour le Parti afrikaner) contre 49% des voix et 65 sièges au Parti Uni et 4 % des voix et 6 sièges au parti travailliste. Les trois sièges représentant les populations noires de la province du Cap sont détenus par des indépendants.

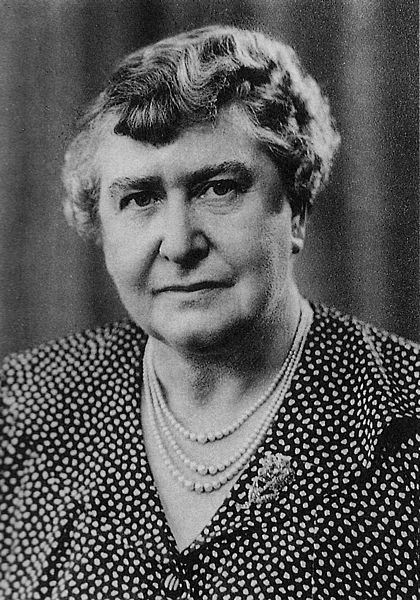
Margaret Ballinger est réélue au parlement le 17 novembre 1948 lors du scrutin réservé à l'élection des 3 représentants des populations noires de la province du Cap

Au soir des élections, le Parti Uni obtient la majorité des voix mais perd la majorité des sièges à la chambre de l'assemblée face à la coalition nationaliste. Ainsi avec 42 % des suffrages, la coalition nationaliste remporte 79 sièges (70 élus pour le Parti National réunifié et 9 élus à son allié du Parti afrikaner) soit 53 % des sièges du parlement. En face, le Parti Uni (49 % des suffrages) plafonne à 65 sièges alors que leurs alliés du parti travailliste ne sauvent que 6 élus (4 % des suffrages). 
La plupart des sièges remportés par le Parti national l'ont été dans les zones rurales alors que ceux remportés par le Parti uni proviennent des circonscriptions urbaines. Or, la sur-représentation des zones rurales en nombre de sièges électoraux permet à la coalition du parti national, bien que minoritaire en voix, de l'emporter face au parti uni. 
Hormis 3 indépendants, toutes les autres formations politiques échouent à faire élire leurs représentants. Jan Smuts est lui-même battu de 224 voix dans sa propre circonscription de Standerton par Wentzel du Plessis. Il annonce son retrait de la vie politique avant de se raviser sous la pression de ses partisans et profite d'une élection partielle le 14 juillet 1948 pour se faire élire député de la circonscription de Pretoria-Est et revenir au parlement en tant que chef de l'opposition parlementaire.
L'élection des trois sièges de députés représentant les populations noires de la province du Cap a eu lieu le 17 novembre 1948. Deux des députés indépendants sortant retrouvent leurs sièges (W.H. Stuart pour les territoires du Transkei et Margaret Ballinger pour la circonscription autochtone du Cap-Oriental). Le troisième député élu est Sam Kahn, membre du Parti communiste sud-africain, élu en tant qu'indépendant dans la circonscription autochtone du Cap-Occidental.
En 1950, six sièges seront créés pour représenter les 24 000 électeurs blancs du sud-ouest africain (soit 1 élu pour 4 000 électeurs contre 1 élu pou 9 000 électeurs en Afrique du Sud). Lors des élections partielles organisées le 31 aout de cette année, ces six sièges sont remportées par des membres du parti national.

## Conséquences
Quand D.F. Malan est nommé premier ministre le 4 juin 1948, il est déjà âgé de 74 ans. En prenant enfin le pouvoir au bout de trente années de carrière parlementaire, il s'exclame « Aujourd'hui l'Afrique du Sud nous appartient une fois de plus... Que Dieu nous accorde qu'elle soit toujours nôtre. ». Ce nous désigne les Afrikaners. Et le gouvernement qu'il forme comprend exclusivement des Afrikaners, tous membres de l'Afrikaner Broederbond, à l'exception de deux d'entre eux, Eric Louw et Nicolaas Havenga (son vice-premier ministre et ministre des finances). La politique qu'il va initier en s'installant aux Union Buildings de Pretoria sera mondialement connue sous le nom d'apartheid. 